# Albertine Agnes av Nassau
Albertine Agnes av Nassau, född 1634, död 1696, regent av Friesland 1664–1679. 
Gift 1652 med sin kusin prins Wilhelm Fredrik av Nassau-Dietz. Regent som förmyndare för sin son Henrik Kasimir II av Nassau-Dietz. Dotter till Fredrik Henrik av Oranien och Amalia av Solms-Braunfels. På 1680-talet lät hon uppföra slottet Oranienstein utanför Diez samt införde gynnsamma villkor för stadens expansion.